# Список городских трамвайных систем Украины
Настоящая страница содержит список городских трамвайных систем Украины, к которым отнесены трамвай и конка. Строки трамвайных систем, существующих до сих пор, выделены в таблице цветом.
На 2021 год включает в себя 18 трамвайных систем (4 города с узкой колеей 1000 мм и 14 городов с широкой колеей 1524 мм).
В список вошли системы, отвечающие определению городского трамвая:
- пассажирское транспортное предприятие,
- услуги которого доступны широкой публике,
- работающее в пределах или вблизи городов и других поселений,
- использующее рельсовые транспортные средства,
- работающее по рельсовым путям, проложенным целиком или большей частью по общедоступным улицам и проездам городов.

В Славянске с 1887 по 1971 годы существовала городская железная дорога на паровозной тяге (в список не включена).
Также не вошли в список междугородные трамвайные системы: Коломыйский трамвай, трамвай Киев — Бровары, трамвай Севастополь — Балаклава.
Проектировались, но не были достроены и введены в эксплуатацию трамвайные системы в городах Дрогобыч, Каменец-Подольский, Полтава, Станислав (Ивано-Франковск), Феодосия, Херсон, Хмельницкий, Чернигов, Ялта, а также Киевский трамвай-поезд.
Не показаны отдельной строкой трамвайные системы, присоединённые к другим системам: Святошинский трамвай, Дарницкий трамвай, Демиевский трамвай (Киевский трамвай); Каменнобродский трамвай (Луганский трамвай); Щегловский трамвай (Макеевский трамвай).
 Действующие системы
 Закрытые системы
|    | Город                 | Тяга                                       | Колея   | Годы работы                            | Перерывы в работе                                                                 | Длинна маршрутов | Примечания |
| -- | --------------------- | ------------------------------------------ | ------- | -------------------------------------- | --------------------------------------------------------------------------------- | ---------------- | --- |
| 1  | Авдеевка              | электрическая                              | 1524 мм | 23 августа 1965 — январь 2017          | с 22 января 2015 по 1 октября 2016                                                | -                | См. Авдеевский трамвай. Движение прерывалось из-за разрушения инфраструктуры артобстрелами. |
| 2  | Белгород-Днестровский | конная                                     | 1000 мм | 1904 — 1930                            |                                                                                   | -                | См. Белгород-Днестровский трамвай |
| 3  | Бердичев              | конная                                     | 1000 мм | 1892 — 1921                            |                                                                                   | -                | См. Бердичевский трамвай |
| 4  | Винница               | электрическая                              | 1000 мм | с 28 октября 1913 года                 |                                                                                   | 42,4 км          | См. Винницкий трамвай |
| 5  | Горловка              | электрическая                              | 1524 мм | с 7 ноября 1932 года                   |                                                                                   | 56,7 км          | См. Горловский трамвай. |
| 6  | Днепр                 | электрическая                              | 1524 мм | с 26 июня 1897 года                    |                                                                                   | 340 км           | См. Днепровский трамвай. Изначально имел колею 1000 мм, в 1930-е годы начался переход на колею 1524 мм |
| 7  | Донецк                | электрическая                              | 1524 мм | с 15 июня 1928 года                    |                                                                                   | 181,3 км         | См. Донецкий трамвай. |
| 8  | Дружковка             | электрическая                              | 1524 мм | с 5 декабря 1945 года                  |                                                                                   | 22,9 км          | См. Дружковский трамвай |
| 9  | Енакиево              | электрическая                              | 1524 мм | с 24 мая 1932 года                     |                                                                                   | 39,7 км          | См. Енакиевский трамвай. |
| 10 | Житомир               | электрическая                              | 1000 мм | с 22 августа 1899 года                 |                                                                                   | 7 км             | См. Житомирский трамвай. Грузовой трамвай на конной тяге действовал с 1897 года |
| 11 | Запорожье             | электрическая                              | 1524 мм | с 17 июля 1932 года                    |                                                                                   | 157,9 км         | См. Запорожский трамвай |
| 12 | Каменское             | электрическая                              | 1524 мм | с 27 ноября 1935 года                  |                                                                                   | 78,9 км          | См. Каменский трамвай |
| 13 | Киев                  | конная, паровая, бензиновая, электрическая | 1524 мм | с 30 июля 1891 года                    | 26 февраля 2022                                                                   | 460 км           | См. Киевский трамвай. К системе присоединены: в 1923 году — Святошинский трамвай, в 1925 году — Дарницкий трамвай, в 1926 году — Демиевский трамвай. С 1 февраля 1975 года действует Киевский скоростной трамвай |
| 14 | Конотоп               | электрическая                              | 1524 мм | 25 декабря 1949 года                   | 25 февраля 2022                                                                   | 28 км            | См. Конотопский трамвай |
| 15 | Константиновка        | электрическая                              | 1524 мм | 23 августа 1931 года — 26 декабря 2016 | с 25 июня 2004 года по 24 августа 2005 года с декабря 2015 года по март 2016 года | -                | См. Константиновский трамвай |
| 16 | Краматорск            | электрическая                              | 1524 мм | с 12 мая 1937 года — 1 августа 2017    | с 3 по 28 мая 2014 года                                                           | -                | См. Краматорский трамвай. В мае 2014 года движение трамваев останавливалось из-за боевых действий |
| 17 | Кременчуг             | электрическая                              | 1524 мм | 1899 — 1922                            |                                                                                   | -                | См. Кременчугский трамвай. Система полностью остановлена к 1922 году из-за экономических последствий войны |
| 18 | Кривой Рог            | электрическая                              | 1524 мм | со 2 января 1935 года                  |                                                                                   | 88,1 км          | См. Криворожский трамвай. В Кривом Роге действует система подземного скоростного трамвая, в которую с 2013 года включён Криворожский трамвай                                                                     |
| 19 | Кропивницкий          | электрическая                              | 1000 мм | 1897 — 1941                            | 1918 — 1922                                                                       | -                | См. Кировоградский трамвай |
| 20 | Луганск               | электрическая                              | 1524 мм | 1934 — 2015                            |                                                                                   | -                | См. Луганский трамвай. В 1965 году к системе присоединён Каменнобродский трамвай. |
| 21 | Львов                 | конная, электрическая                      | 1000 мм | с 1880 года                            |                                                                                   | 82 км            | См. Львовский трамвай |
| 22 | Макеевка              | электрическая                              | 1524 мм | 1924 — 2006                            |                                                                                   | -                | См. Макеевский трамвай. Первая трамвайная система на Донбассе. В 1937 году к системе был присоединён Щегловский трамвай.                                                                                         |
| 23 | Мариуполь             | электрическая                              | 1524 мм | с 1 мая 1933 года                      | с 26 февраля 2022 года по 3 мая 2023                                              | 100 км           | См. Мариупольский трамвай |
| 24 | Нежин                 | конная                                     | 1524 мм | 1915 — середина 1920-х                 |                                                                                   | -                | См. Нежинский трамвай. Линия демонтирована после Великой Отечественной войны |
| 25 | Николаев              | конная, электрическая                      | 1524 мм | с 26 июля (7 августа) 1897             | 27 февраля 2022                                                                   | 73 км            | См. Николаевский трамвай. Изначально имел колею 1000 мм, с 1952 года начался переход на колею 1524 мм |
| 26 | Одесса                | конная, паровая, электрическая             | 1524 мм | с 20 июля 1880 года                    |                                                                                   | 313 км           | См. Одесский трамвай. Паровой трамвай открылся 26 апреля 1882, электрический — в 1910 году |
| 27 | Святогорск            | конная, бензиновая                         | 1524 мм | начало XX века — 1941                  |                                                                                   | -                | См. Святогорский трамвай |
| 28 | Стаханов              | электрическая                              | 1524 мм | 1937 — 2008                            |                                                                                   | -                | См. Стахановский трамвай |
| 29 | Углегорск             | электрическая                              | 1524 мм | 1958 — 1980                            |                                                                                   | -                | См. Углегорский трамвай |
| 30 | Харьков               | конная, электрическая                      | 1524 мм | с 12 (24) сентября 1882                | с 1 января 1920 по 24 июня 1921 года, с 27 февраля 2022 по 16 мая 2022 года       | 469 км           | См. Харьковский трамвай. Открылся как конка, 3 июля 1906 года начался перевод на электрическую тягу |
| 31 | Черновцы              | электрическая                              | 1000 мм | 1897 — 1967                            |                                                                                   | -                | См. Черновицкий трамвай |

|   | Город       | Тяга          | Колея   | Годы работы                       | Перерывы в работе | Примечания |
| - | ----------- | ------------- | ------- | --------------------------------- | ----------------- | --- |
| 1 | Евпатория   | электрическая | 1000 мм | С 10 мая 1914                     |                   | См. Евпаторийский трамвай |
| 2 | Керчь       | электрическая | 1524 мм | 1935—1941                         |                   | См. Керченский трамвай |
| 3 | Молочное    | электрическая | 1000 мм | 18 августа 1989 — 1 сентября 2014 |                   | Летом 2014 года не работал до начала августа в связи с уменьшением количества отдыхающих. В 2015 и 2016 годах движение не было запущено; скорее всего закрыт навсегда. См. Трамвай села Молочное. |
| 4 | Севастополь | электрическая | 1000 мм | 1898 — 1942                       |                   | См. Севастопольский трамвай |
| 5 | Симферополь | электрическая | 1000 мм | 1914 — 1970                       |                   | См. Симферопольский трамвай |